# Everybody Makes Mistakes
| Recensione | Giudizio |
| ---------- | -------- |
| AllMusic   |          |

Everybody Makes Mistakes è il secondo album in studio del gruppo musicale statunitense Shearwater, pubblicato nel 2002 dalla Misra Records.

## Tracce
1. An Accident – 2:31
2. Well, Benjamin – 3:15
3. Soon – 2:33
4. Room for Mistakes – 4:30
5. 12:09 – 3:25
6. Mistakes – 2:17
7. The Ice Covered Everything – 3:20
8. You Took Your Mistakes Too Hard – 1:48
9. Wreck – 3:13
10. Safeway – 3:40
11. All the Black Days 1 – 1:22
12. All the Black Days 2 – 4:23